# Manuel Menéndez
Manuel Menéndez Gorozabel, né en 1793 à Lima (Pérou), mort le 2 mai 1847 à Lima, est un homme d'État péruvien. Il est brièvement président de la République à deux reprises :
- du 29 novembre 1841 au 16 août 1842 ;
- du 7 octobre 1844 au 20 avril 1845.